# Médaille de la sécurité intérieure
La médaille de la sécurité intérieure est une décoration civile et militaire française créée en 2012 et décernée par le ministre de l'Intérieur.

## Histoire
La médaille de la sécurité intérieure a été créée par le décret no 2012-424 du 28 mars 2012. Celui-ci a été codifié en 2013 aux articles D. 141-2 à D. 141-10 du Code de la sécurité intérieure.
Cette décoration vise à récompenser les services particulièrement honorables, notamment un engagement exceptionnel,  une intervention dans un contexte particulier,  une action humanitaire ou l’accomplissement d’une action ponctuelle ou continue dépassant le cadre normal de service, rendus dans le cadre de la Sécurité intérieure de la France.
La première médaille de la sécurité intérieure a été remise le 14 avril 2012 au coéquipier du brigadier-chef Cédric Pappatico, tué en service commandé, percuté par le véhicule de cambrioleurs en fuite, durant la nuit du 10 au 11 avril 2012, à Saint-Alban-Leysse.

### Promotion exceptionnelle en 2019
En juin 2019, le ministre de l'Intérieur signe un arrêté prévoyant la création d'une large promotion de médaillés au titre de l'engagement des forces de sécurité intérieure 2018-2019. Le syndicat UNSA Police critique « la décoration d’un large spectre de personnels au-delà des seuls policiers engagés sur le terrain et blessés ». L'arrêté, non encore publié, suscite une polémique, le site Mediapart indiquant que plusieurs policiers soupçonnés de violences figureraient sur la liste des potentiels médaillés,.

## Attribution

### Conditions
Elle est décernée (et éventuellement retirée) par le ministre de l'Intérieur, sans condition d'ancienneté, lors de deux promotions (1er janvier et 14 juillet). Elle comporte trois échelons (bronze, argent, or) et peut être décernée avec une des agrafes listée dans le paragraphe suivant. Chaque titulaire de la médaille de la sécurité intérieure reçoit un diplôme.
Sont éligibles : 
- l'ensemble des personnels relevant du ministère de l'Intérieur ;
- les personnels civils et militaires, professionnels ou volontaires, placés pour emploi sous l'autorité du ministère de l'Intérieur ;
- les policiers municipaux ;
- les volontaires ou bénévoles qui œuvrent dans des associations pour des missions relevant de la sécurité intérieure ;
- toute personne, française ou étrangère, s'étant distinguée par une action relevant de la sécurité intérieure[1].

Les missions peuvent avoir eu lieu en France ou à l'étranger (par exemple après une catastrophe naturelle majeure, telle qu'un séisme).
Cette médaille peut être retirée aux personnes définitivement condamnées pour un crime ou un délit, ou en cas de sanction disciplinaire du récipiendaire conformément à l'article D. 141-5 du Code de la sécurité intérieure.

### Liste des agrafes
Les agrafes pouvant prendre place sur le ruban sont les suivantes :
- Secrétariat général
- Administration préfectorale
- Fonction publique territoriale
- Élu
- Police nationale
- Gendarmerie nationale
- Sécurité civile
- Police municipale
- Sécurité routière
- Associations
- Engagement citoyen
- Action humanitaire
- Sapeurs-pompiers
- Direction générale des étrangers en France[7].

De plus, des agrafes spéciales sont créées à l'occasion d’événements exceptionnels. La médaille est alors décernée lors de promotions exceptionnelles, en dehors des deux promotions ordinaires. Il existe ainsi les agrafes suivantes :
- GIPN 40e anniversaire[8]
- Engagement volontariat 2013[9]
- Philippines 2013[10]
- 70e anniversaire du débarquement[11]
- Cyclone Béjisa 2014[12]
- Accident vol AH 5017 Ouagadougou-Alger[13]
- Suède 2014[14]
- Guinée 2014[15]
- Attentats janvier 2015[16]
- Crash Germanwings[17]
- Népal[18]
- Attentats novembre 2015[19]
- Équateur 2016[20]
- Euro 2016[21]
- Inondations 2016[22]
- Feux de forêt 2016[23]
- Attentats 2016[24]
- Feux de forêt 2017[25]
- Ouragans 2017[26]
- Ouragan Matthew[27]
- Attentats Aude 2018[28]
- Notre-Dame-des-Landes[29]
- Attentat Strasbourg 2018[30]
- Intempéries Aude 2018[31]
- Notre-Dame de Paris[32]
- Engagement des forces de sécurité intérieure 2018-2019[33] (dite médaille de la sécurité intérieure « Gilets jaunes »[5]) ;
- G7 Biarritz[34] ;
- 75e anniversaire du débarquement[35]
- Tempête Alex[36]
- Présidence française de l'Union européenne (PFUE)[37]
- Ukraine[38]
- Feux de forêts 2022[39]
- Coupe du Monde de football Qatar 2022[40]
- Séisme Turquie 2023[41]
- 50e anniversaire du GIGN[42]
- 80e anniversaire du débarquement[43]
- Nouvelle-Calédonie 2024[44]
- Cyclone Chido - Mayotte[45]

### Examen des propositions
Les propositions sont examinées par un comité de onze membres, comprenant :
- le directeur de cabinet du ministre, président du comité ;
- le secrétaire général du ministère de l'Intérieur ;
- le directeur général des Étrangers en France ;
- le directeur général de la Police nationale ;
- le directeur général de la Sécurité intérieure ;
- le directeur général de la Gendarmerie nationale ;
- le directeur général de la sécurité civile et de la gestion des crises ;
- le directeur général des Collectivités locales ;
- le directeur des libertés publiques et des affaires juridiques ;
- le délégué à la sécurité routière ;
- le chef du service de l'inspection générale de l'administration.

## Description
L'insigne de la médaille de la sécurité intérieure est le suivant :
La médaille, ronde, en bronze, argent ou or selon l'échelon, d'un module de 37 mm, présente à l'avers l'effigie de la Marianne avec la mention « RF ».

Le revers porte la mention « ministère de l'intérieur ».
La médaille est suspendue à un ruban de 37 mm surmontant une couronne d'olivier et de chêne. La couleur du ruban est bleu, blanc, rouge, en biseau. Les agrafes prennent place sur le ruban de la médaille.
Le ruban de la médaille est agrémenté d'une palme pour l'échelon argent et d'une couronne de laurier pour l'échelon or.
Afin de ne pas donner prise entre eux à des actions en contrefaçon (l'objet n'est pas dans le domaine public), les trois grands fabricants français de décorations (Monnaie de Paris, Arthus-Bertrand, Bacqueville) ont décliné chacun une version différente, quoique conforme au texte, de la médaille. Par exemple, le visage de la Marianne de la médaille fabriquée par la Monnaie de Paris est le seul à être orienté à droite. Tous ont adopté en fond une représentation du portail du ministère de l'Intérieur.

## Distinction
| Bronze | Argent | Or    | Or     |
| Bronze | Argent | Avers | Revers |
| ------ | ------ | ----- | ------ |
|        |        |       |        |
|        |        |       |        |